# Jelena Vajcechovská
Jelena Vajcechovská (* 1. března 1958 Lvov) je bývalá sovětská reprezentantka ve skocích do vody a současná novinářka.
V disciplíně skoky z desetimetrové věže se stala olympijskou vítězkou na LOH 1976 v Montréalu. Získala také stříbrnou a bronzovou medaili ve skocích z desetimetrové věže na Mistrovství Evropy v plavání. Je členkou Síně slávy plaveckých sportů, držitelkou titulu zasloužilý mistr sportu Sovětského svazu a ruského sportovního ocenění Řád Nikolaje Ozerova. Od skončení sportovní kariéry pracuje jako sportovní novinářka.